# Серавале Ланге
Серавале Ланге (итал. Serravalle Langhe) је насеље у Италији у округу Кунео, региону Пијемонт.
Према процени из 2011. у насељу је живело 160 становника. Насеље се налази на надморској висини од 738 м.

## Становништво
Према резултатима пописа становништва 2011. у општини је живело 323 становника.
| 1931. | 1936. | 1951. | 1961. | 1971. | 1981. | 1991. | 2001. | 2011. |
| ----- | ----- | ----- | ----- | ----- | ----- | ----- | ----- | ----- |
| 746   | 714   | 636   | 499   | 378   | 342   | 318   | 352   | 323   |